# Rheumaptera ancipitata
Rheumaptera ancipitata là một loài bướm đêm trong họ Geometridae.